# TOY (お笑いコンビ)
TOY（トイ）は、かつて活動していた日本の女性お笑いコンビ。所属していた事務所はワタナベエンターテインメント。

## メンバー
- 菊原 由香利（きくはら ゆかり、1989年10月12日（35歳） - ）
愛媛県松山市出身[1]
身長156cm
愛媛県立松山西中等教育学校[1] → 愛媛県立松山西高等学校[1] → 東京女子体育大学卒業[2]。
バレーボールをやっていた[3]。他、スポーツの特技は体操（柔軟、ストレッチなど）[4]。
中学・高校の保健体育の教育職員免許状の資格有り[5]。
コンテンポラリー・ダンス、創作ダンスでは高校生時代、大学生時代共に主将を務めた。全日本高校・大学ダンスフェスティバルでは4度受賞経験がある[3]。
1990年代の音楽や歌謡曲、イージーリスニング、エレクトロニカルロック、変わった音楽を好む。他、趣味は映画鑑賞（特に園子温監督作品）[4]、パワースポット巡り[6]。
特技は歌唱（初期のモーニング娘。の曲、演歌、1980年代～1990年代の曲、浜崎あゆみの歌真似など）[6]。
自ら、書く字がきれいで、ファッションコーディネートが得意と言う[6]。
近年では金髪にしていることが多い[7]。
- 跡部 舞（あとべ まい、1989年9月26日（35歳） - ） 
岐阜県中津川市出身[8]
身長154cm
岐阜県立中津高等学校[9] → 東京女子体育大学卒業[2][10]
水泳を2年間、飛込競技を1年間、アーティスティックスイミングを半年間、フィギュアスケートを半年間やっていた。他、特技はスキー（スキーバッチテスト2級）[3]。他、スポーツの特技は器械体操、エアロビクスダンス[4]。
コンテンポラリー・ダンスでは全日本高校・大学ダンスフェスティバルで3年連続特別賞受賞。その後コメディダンスのレッスンコーチを務めている[3]。
健康運動実践指導者[3]、中学・高校の保健体育の教育職員免許状のそれぞれの資格を持つ[5]。現役の体育教師[11]。
スポーツ以外の特技は、合唱、井上あずみの物真似、色々な塩で味付けすること[6]。
アンチョビが好物[10]
趣味は音楽鑑賞（ロック、ピアノ音楽など）、美術館巡り（特にシュルレアリスムの絵画）、映画鑑賞（月に5本は観る）[4]。
漫画は『ONE PIECE』[4]、小説は『四畳半神話大系』『海辺のカフカ』のファン[10]。

## 来歴・概説
二人は東京女子体育大学ダンス部の同級生同士。ダンス部は「高校・大学ダンスフェスティバル神戸」の第23回、第24回連続で、大学創作コンクール部門で2年連続特別賞を受賞。
大学卒業後の2012年4月、二人でワタナベコメディスクールに16期生として入学、2013年3月卒業 後、ワタナベエンターテインメントに所属となってデビュー。
2020年3月31日を以って解散。解散後、跡部は芸名を「ドラゴン龍」に改めてコラージュ作家など前衛アーティスト、コンテンポラリーダンスの活動を続ける。
コンテンポラリー・ダンスの要素を取り入れ、「ミュージカルコント」と言われるアヴァンギャルドなとも言われるコントや創作ダンスを取り入れたネタを持ち、「爪女」、「背が伸びすぎた女」、「黒髪ロング」 などがあった。
お笑いライブの他にも、ダンスの公演にも出演することがあった。

## 出演

### テレビ
- 向井理の熱血授業SP 世界の夢を見にいこう（毎日放送・TBS）- 2012年9月8日、跡部のみ
- カイモノラボ（TBS）- 2013年7月～2014年7月の間イレギュラー出演
- ウチのガヤがすみません!（日本テレビ）- 2015年12月13日
- 輝け!ギャラ3000円芸人（BSスカパー）
- 日立 世界・ふしぎ発見!（TBS）- 2016年1月9日、菊原のみ
- ざっくりハイタッチ（テレビ東京）- 2016年2月21日
- 『ぷっ』すま（テレビ朝日）- 2016年11月18日深夜
- ビートたけし独立してマージン分ギャラ下げるからあと2回ヤラせてTV（TBS） - 2018年12月26日

### ラジオ
- ナベラジ（ソラトニワ原宿）

### Web放送
- マシェバラeveryday （毎週土曜日 19:20〜）